# Gyöngyhajú lány
Gyöngyhajú lány – ballada rockowa zespołu Omega, wydana w 1970 roku na singlu Petróleumlámpa/Gyöngyhajú lány, promującym album 10000 lépés.

## Powstanie i treść
Po stworzeniu większości materiału na płytę 10000 lépés zespół Omega doszedł do wniosku, że brak na albumie wolniejszej, nastrojowej piosenki. Istnieją rozbieżności dotyczące genezy melodii. János Kóbor stwierdził, że jako melodię wybrano motyw, który Omega grała pod koniec lat 60. na zakończenie koncertów do słów „Aratjuk a gabonát, szeretjük az Omegát”. Menedżer zespołu András Trunkos wspominał jednakże, że melodia, włączając melodię refrenu, powstała w wyniku improwizacji muzyków. Trunkos dodał także, że pierwotnie tytuł piosenki brzmiał „Egyszer majd visszajövünk”, a autorem określenia „gyöngyhajú lány” (dziewczyna o perłowych włosach) był Gábor Presser. Następnie zespół skontaktował się z Anną Adamis w celu dokończenia tekstu. Adamis w tamtym okresie współpracowała z Omegą, wcześniej współtworząc popularny na Węgrzech album Trombitás Frédi és a rettenetes emberek.
Tekst jest tajemniczy i metaforyczny. Traktuje o perlistowłosej dziewczynie, która zlitowała się nad ludźmi i niczym słońce oświetliła ciemność, w której żyli, a po świcie powróciła do domu. Jednakże podmiot liryczny zapewnia, że w wielkiej samotności czeka na ludzi gwiazda, którą jest przemieniona dziewczyna znajdująca się pomiędzy niebem i ziemią. Według Gyöngyia Bodolaia z „Népújság” wielu słuchaczy źle zrozumiało piosenkę, twierdząc, że wyraża ona nostalgiczne pożądanie czy tęsknotę za minioną miłością.

## Wydanie
W 1970 roku piosenka została wydana jako strona B na singlu Petróleumlámpa/Gyöngyhajú lány. Umieszczenie piosenki na stronie B wynikało z przekonania Qualitonu, iż „Petróleumlámpa” jako piosenka skoczna odniesie większy sukces. W 1977 roku nastąpiło wznowienie singla.
W 1970 roku wydano wersję anglojęzyczną piosenki pt. „Pearls in Her Hair”. W roku 1973 ukazała się wersja niemieckojęzyczna, zatytułowana „Perlen im Haar”.

### Lista utworów
1. „Petróleumlámpa” (3:00)
2. „Gyöngyhajú lány” (5:30)

## Odbiór
Piosenka została nagrodzona w 1970 roku na festiwalu Barbarella w Palma de Mallorca oraz na World Popular Song Festival w Tokio. Utwór znalazł się także we wszystkich zestawieniach polskiego Top wszech czasów, najwyżej będąc notowanym na szesnastym miejscu.
W 1995 roku utwór zajął piąte miejsce na liście przebojów Programu Trzeciego. W roku 2018 piosenka była notowana na 28. pozycji węgierskiego zestawienia Single Top 40.

## Wykorzystanie
Utwór był wielokrotnie coverowany pod różnymi tytułami. W 1971 roku niemiecką wersję pt. „Schreib es mir in den Sand” nagrał Frank Schöbel. W 1987 roku jugosłowiański zespół Griva nagrał piosenkę „Devojka biserne kose”. W 1994 roku powstały wersje w języku czeskim („Dívka s perlami ve vlasech” Aleša Brichty) i angielskim („White Dove” Scorpions). Piosenkę śpiewali także polscy wykonawcy, m.in. Kult (1994), Janusz Radek (2004) i Zakopower (2007). Powstawały także covery „Gyöngyhajú lány” w języku francuskim, rosyjskim, polskim i litewskim. „White Dove” było notowane na trzech listach przebojów: w Niemczech (18. miejsce), Polsce (24. miejsce) i Szwajcarii (20. pozycja).
Wykorzystywane były również sample „Gyöngyhajú lány”, m.in. w utworach „Buss Down” Wiza Khalify (2007), „Jestem tu” Skorupa (2012) i „New Slaves” Kanye Westa (2013). Kanye West użył fragmentu piosenki bez wiedzy Omegi, za co później zespół otrzymał odszkodowanie. Powstały także remiksy, m.in. autorstwa Kozmix (1995).
Fragmenty piosenki zostały także użyte w zwiastunie gry This War of Mine.
W 2016 roku na Węgrzech wystawiono musical pt. „Gyöngyhajú lány balladája”, zainspirowany piosenką. W musicalu wykorzystano 21 piosenek Omegi, a wystąpili w nim m.in. György Szomor, Réka Koós i Nelly Fésűs.